# Plaque assay

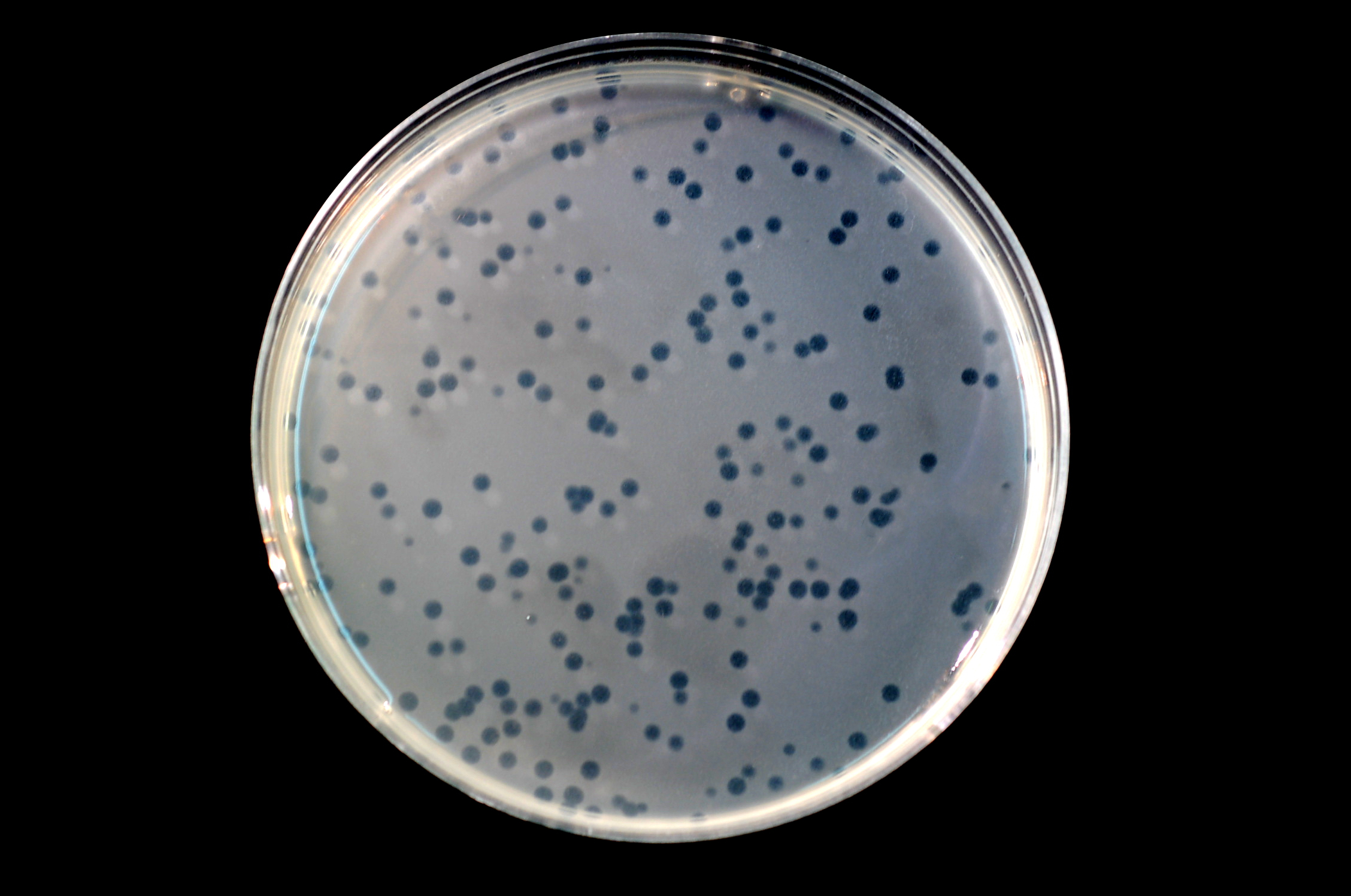
Plaque assay van de bacteriofaag ΦM12 in een bacteriële cultuur

De plaque assay is een standaardtechniek in de virologie, waarmee men het aantal infectieuze virusdeeltjes (de zogenaamde titer) in een virussuspensie kan bepalen. De titer wordt uitgedrukt in plaque-forming units (pfu) per milliliter, en is een betrouwbare maat voor het aantal biologisch actieve (infectieuze) virusdeeltjes dat aanwezig is in een virussuspensie van onbekende concentratie.

## Methode
Bij een plaque assay wordt eerst een verdunningsreeks gemaakt van de te bepalen virussuspensie (stock). Elk van de verdunningen wordt vervolgens toegevoegd aan een confluente monolaag van gastheercellen in petrischaaltjes. De virussen zullen deze cellen binnengaan, zich vermenigvuldigen en uiteindelijk de cel via lyse verlaten. Na een uur incubatie wordt de cellaag bedekt met een halfvast laagje medium (zoals agar), wat ervoor zorgt dat de nieuw-gevormde virusdeeltjes alleen naburige cellen infecteren. Na verloop van tijd leidt dit tot een discreet, telbaar aantal 'gaatjes' van dode cellen in de celcultuur: de zogenaamde plaques.
Met behulp van een kleuring worden de plaques goed zichtbaar: alleen de levende cellen kleuren aan, de dode of gelyseerde cellen blijven wit. Plaques worden vaak handmatig geteld, en in combinatie met de verdunningsfactor kan de titer van de oorspronkelijke virusstock worden berekend (pfu/mL). Hiervoor vermenigvuldigt men het (gemiddeld) aantal plaques per petrischaal met de verdunningsfactor (b.v. 8,0 x 10–6 pfu/mL). Deze kwantificatie is gebaseerd op de aanname dat elke gevormde plaque één infectieus virusdeeltje vertegenwoordigt.

Een plaque assay van herpes-simplexvirus
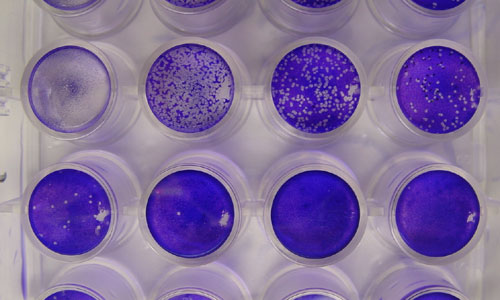
Bij toenemende verdunning van de virusstock is te zien dat er steeds minder plaques ontstaan.
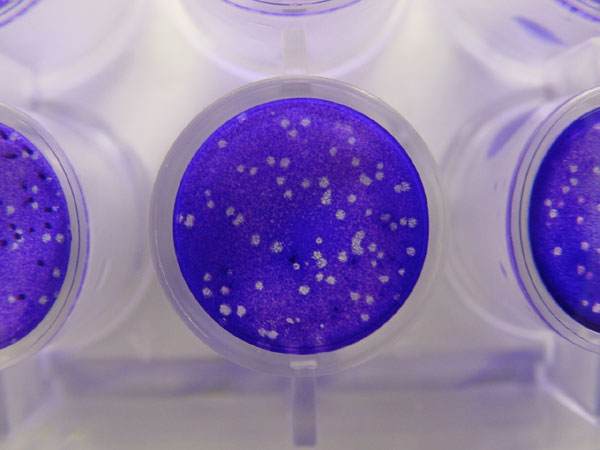
Het aantal plaques (wit) in de celcultuur (blauw) is een maat voor het aantal infectieuze virusdeeltjes.

## Toepassingen
Het voordeel van een plaque assay is dat men specifiek het aantal infectieuze virusdeeltjes in een suspensie kan bepalen en kwantificeren. Andere technieken, zoals qPCR of ELISA, wijzen alleen uit hoeveel viraal genetisch materiaal of virale eiwitten er in een monster aanwezig zijn: niet of deze componenten ook daadwerkelijk verpakt zijn tot echte virusdeeltjes (biologisch actieve, infectievermogende virions). Hoewel men anders zou verwachten, zijn vaak de meeste virusdeeltjes defectief: niet in staat om cellen te infecteren. Daarom is de plaque assay – hoewel het al een oude techniek is – in de moderne virologie nog steeds van groot belang om het gedrag van virussen en hun replicatie in cellen in kaart te brengen. In het verleden speelden plaque assays ook een rol bij de diagnostiek van virusziekten.